# Tarczyński (przedsiębiorstwo)
Tarczyński S.A. (GPW: TAR) – polskie przedsiębiorstwo, działające w przemyśle mięsnym. Zajmuje się produkcją wędlin, kabanosów, parówek i przekąsek białkowych, które są produkowane w dwóch zakładach w Ujeźdźcu Małym oraz Bielsku-Białej. Od 18 czerwca 2013 roku, akcje przedsiębiorstwa notowane są na Giełdzie Papierów Wartościowych w Warszawie.

## Historia
Przedsiębiorstwo zostało założone przez Elżbietę i Jacka Tarczyńskich 26 lutego 1991 roku. Tarczyński został namówiony przez swoją żonę do inwestycji w maszyny do przerobu mięsa, co dało początek intensywnej produkcji produktów. Wierzyli, że liczy się nie ilość, ale jakość wykonanych produktów, dlatego skoncentrowali się głównie na kabanosach, które w latach 90. uchodziły w Polsce za produkt luksusowy.
Z czasem firma zaczęła się rozwijać, przejmując kolejne zakłady przerobu mięsa. W 1996 roku doszło do nabycia Zakładu Przetwórstwa Mięsnego w Trzebnicy, w 2005 zakupiono zakład produkcyjny w Sławie (poprzez nabycie spółki Dobrosława), a w 2010 doszło do zakupu zakładu w Bielsku-Białej (poprzez nabycie spółki Starpeck).
W 2004 roku przekształcono formę prawną przedsiębiorstwa z spółki z ograniczoną odpowiedzialnością na spółkę akcyjną.
W 2007 roku siedziba firmy została przeniesiona z Trzebnicy do nowo wybudowanego zakładu produkcyjnego w Ujeźdzcu Małym. W tym samym roku zamknięto zakład w Trzebnicy.
18 czerwca 2013 roku, spółka zadebiutowała na Giełdzie Papierów Wartościowych w Warszawie.
9 sierpnia 2018 roku, za kwotę 28 milionów złotych, sprzedano spółce Zakład Przetwórstwa Mięsnego "Sława" zakład produkcji mięsnej w Sławie.

## Produkty
Obecnie spółka Tarczyński sprzedaje następujące linie produktów:
- Kabanosy Tarczyński,
- Parówki Tarczyński,
- Kiełbasy Tarczyński,
- Wędliny Tarczyński,
- Tarczyński Naturalne,
- Tarczyński Gryzzale,
- Tarczyński Protein,
- Tarczyński Chipsy Mięsne,
- Tarczyński RoślInne[9][10][11][12][13][14].

## Tarczyński w sporcie
Firma Tarczyński jest mocno zaangażowana w lokalny sport. Przedsiębiorstwo jest właścicielem klubu futbolu amerykańskiego Panthers Wrocław, grającego w rozgrywkach European League of Football. Firma sponsorowała również 3-krotnego mistrza świata na żużlu Taia Woffindena podczas jego występów w Speedway Grand Prix w sezonie 2020. 25 listopada 2021 roku, spółka podpisała z miastem Wrocław umowę o wartości 14 milionów złotych 6-letniego sponsoringu tytularnego Stadionu Wrocław, w wyniku której obiekt zmienił nazwę na Tarczyński Arena.
Firma angażuje się również w e-sport. Ma swoją własną drużynę do sportów elektronicznych Tarczyński Protein Team, która obecnie rywalizuje w ESL Mistrzostwach Polski w grze Counter-Strike: Global Offensive.
We wrześniu 2022 roku firma została jednym ze sponsorów reprezentacji Polski w piłce nożnej mężczyzn. W 2023 roku informowano o wypowiedzeniu umowy z Polskim Związkiem Piłki Nożnej, do którego ostatecznie nie doszło. Na początku lutego 2024 roku poinformowano, że współpraca ze związkiem będzie kontynuowana do lipca 2026 roku.